# Militiegebouw
Het Militiegebouw (voorheen bekend als het (Stads)bushuis, Tuighuis, Stads Magazyn) is een Rijksmonument aan de Singel in Amsterdam. Het gebouw bestaat sinds 1606 en heeft verschillende functies gehad. Tegenwoordig is het onderdeel van de Universiteitsbibliotheek.

## Geschiedenis
Het gebouw werd in 1606 opgeleverd. Een jaartalsteen in de gevel herinnert aan het jaar van oplevering. Destijds stond het gebouw bekend als het (Stads)bushuis, Tuighuis of Stads Magazyn. Het diende als opslagplaats voor wapens en munitie, ter vervanging van het Oude Bushuis aan de Kloveniersburgwal waar de Vereenigde Oostindische Compagnie begin 17e eeuw intrek had genomen.
De twee hoge deuren aan de voorkant waren bedoeld om het zwaardere geschut gemakkelijk in en uit te kunnen rijden. Op de bovenste etages waren de lichtere wapens, zoals geweren, degens en musketten, opgeslagen.
In 1682 vestigde het Zijdewindhuis, een werkhuis voor meisjes waar zij ruwe zijden in strengen bonden, op de bovenste etages van het gebouw.
De begane grond heeft nog tot 1787 haar functie als artillerieopslagplaats behouden, daarna werd de ruimte een paardenstalling.
Toen het Zijdewindhuis in 1810 verhuisde naar de Groenburgwal, werd het gebouw in gebruik genomen door de Franse militaire administratie. De eerste verdieping van het gebouw werd omgetoverd tot de Militiezaal. Deze ruimte werd gebruikt onder andere voor keuringen onder de Franse conscriptie. Toen de Franse overheersers het land weer hadden verlaten, behield het gebouw haar functie, maar nu ten behoeve van de Nederlandse dienstplicht. Ook werd het gebouw soms gebruikt voor veilingen en tentoonstellingen.
Tussen 1919 en 1921 werd het Militiegebouw gerestaureerd door architect Abel Antoon Kok. Een aantal elementen die tijdens de Franse overheersing aan het gebouw waren gewijzigd, werden nu weer in hun oorspronkelijke uiterlijk gebracht.
In de periode 1926-1928 deed de Militiezaal tijdelijk dienst als raadzaal voor de Amsterdamse gemeenteraad, toen het Prinsenhof werd verbouwd.
In 1972 werd het pand bij de Universiteitsbibliotheek getrokken. Daarvoor gebruikte de UB het pand reeds als opslagruimte.

## Trivia
Max Euwe werd in 1935 Wereldkampioen schaken. Enkele partijen van de tweekamp tegen Aleksandr Aljechin werd gespeeld in de Militiezaal.